# François Thomas Jaume
Pour les articles homonymes, voir Jaume.
François Thomas Jaume, né le 7 mars 1750 à Toulon et mort le 6 août 1800 à Aix-les-Bains, est un homme politique français, député du tiers état aux États généraux de 1789.

## Biographie
François Thomas Jaume est né le 7 mars 1750 à Toulon,,. Il est le fils de François Jaume et d'Anne-Marie Grognard.
Il est avocat et habite à Hyères.
Le 6 avril 1789, lors de l'assemblée des électeurs du tiers état des trois sénéchaussées de Brignoles, Hyères et Toulon, il est élu député du tiers état aux États généraux par la sénéchaussée de Toulon,,,,,. Il est le troisième député élu par le tiers état de cette sénéchaussée, élu au premier tour du troisième scrutin.
À l'Assemblée nationale constituante, il prête le serment du Jeu de Paume le 20 juin 1789.
Il siège jusqu'à la fin de la session de l'Assemblée nationale constituante le 30 septembre 1791. Ensuite, il revient à Hyères. En 1795, il fait partie de l'administration du district d'Hyères puis de celle du département du Var. Il est nommé membre de l'administration du département du Var le 14 frimaire an IV (5 décembre 1795) mais démissionne aussitôt.
Il meurt le 6 août 1800 à Aix-les-Bains.